# شبه جزیره هات پوینت

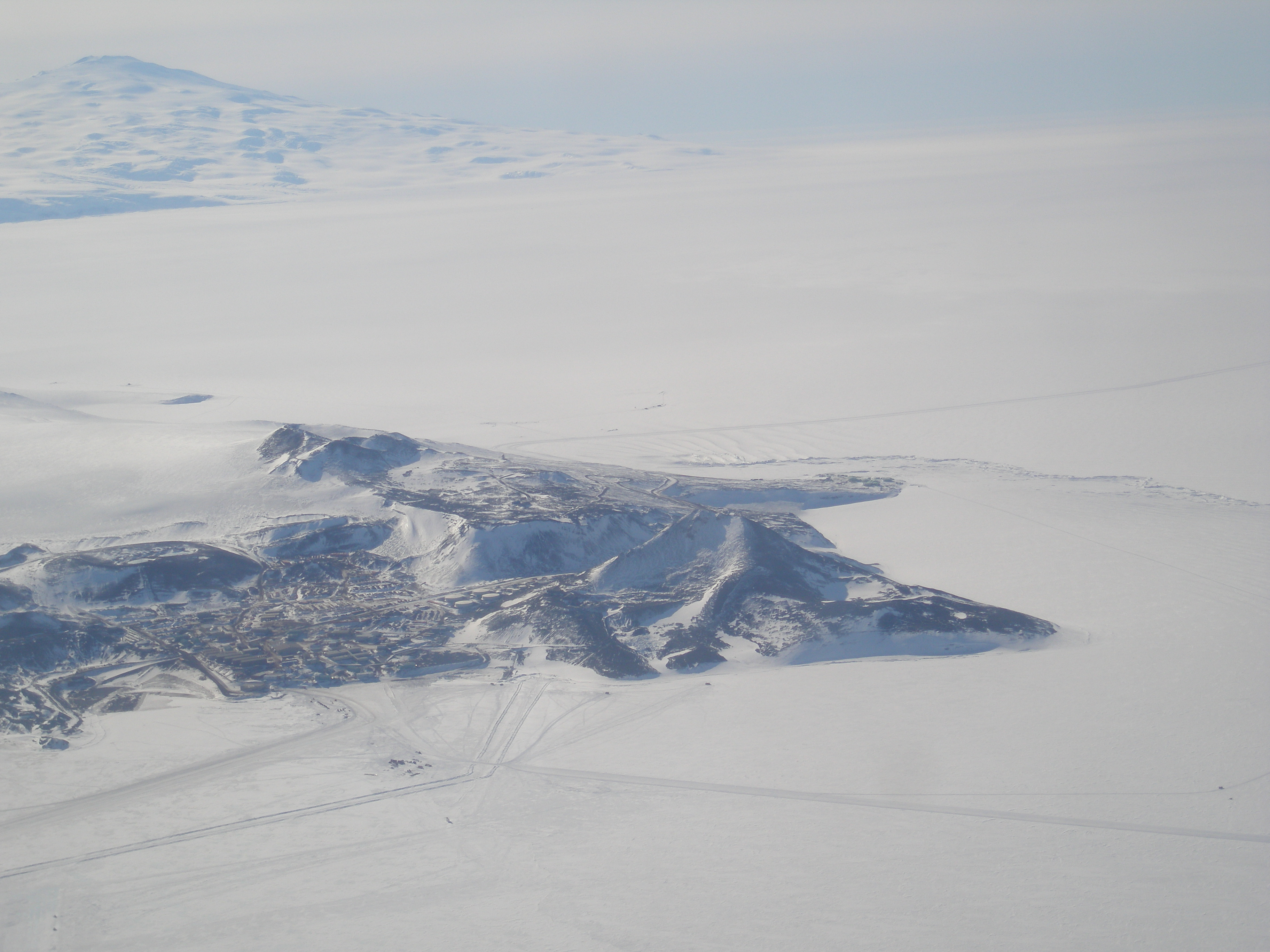
نمای هوایی از نوک شبه جزیره هات پوینت با ایستگاه مک موردو در سمت نزدیک و پایگاه اسکات در سمت دورتر تصویر

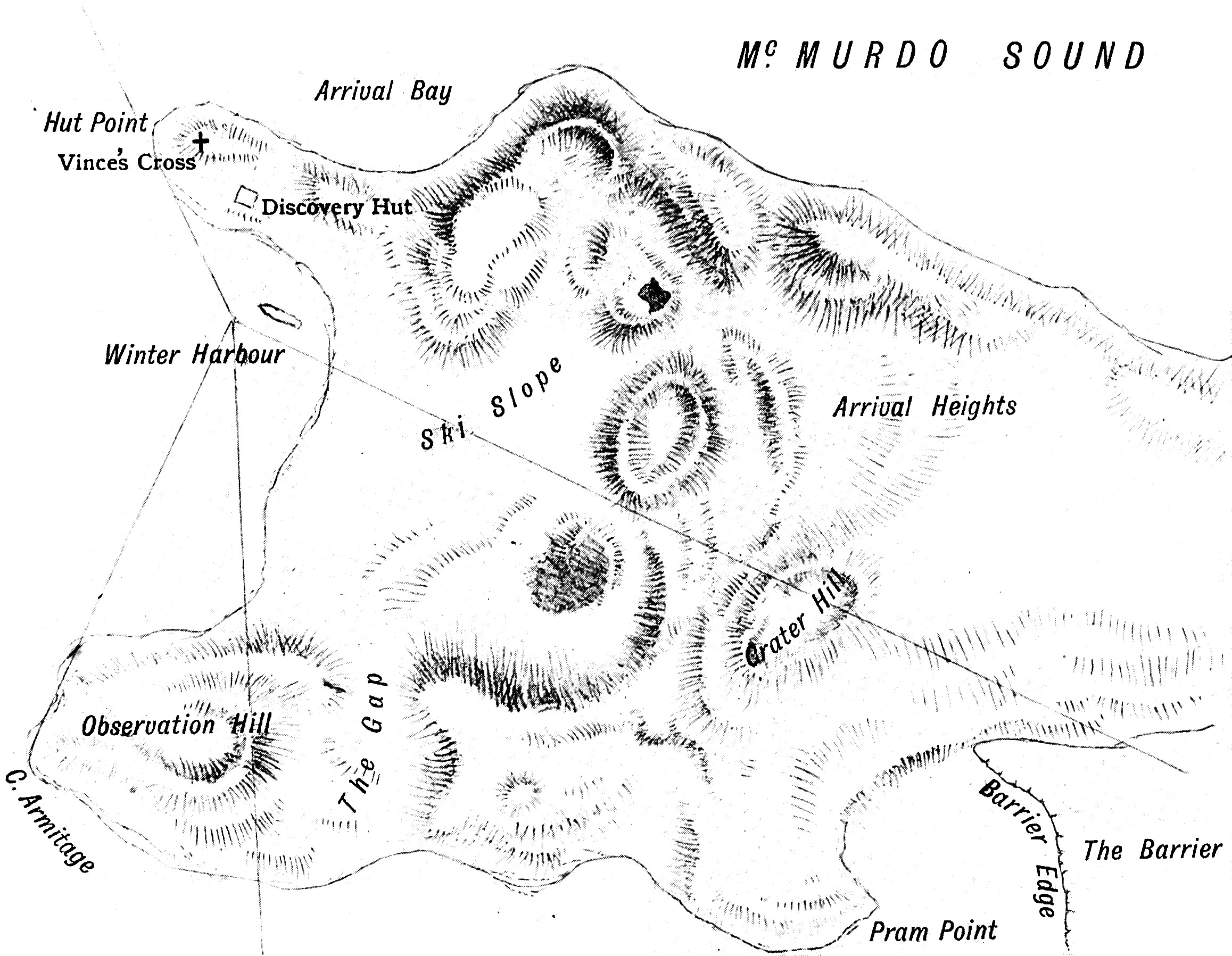
نقشه ادوارد ویلسون از شبه جزیره هات پوینت، در حدود ۱۹۱۰

شبه جزیره هات پوینت (۷۷°۴۷′ جنوبی ۱۶۶°۵۱′ شرقی / ۷۷٫۷۸۳°جنوبی ۱۶۶٫۸۵۰°شرقی) شبه‌جزیره‌ای نازک و طولانی به عرض ۳ تا ۵ کیلومتر و طول ۲۴ کیلومتر از دامنه کوه اربوس در جزیره راس در جنوبگان به سمت جنوب غرب کشیده شده. پایگاه مک‌موردو ایالات متحده و پایگاه اسکات نیوزلند دو ایستگاه تحقیقاتی هستند که در هات پوینت واقع هستند. 

## تاریخ

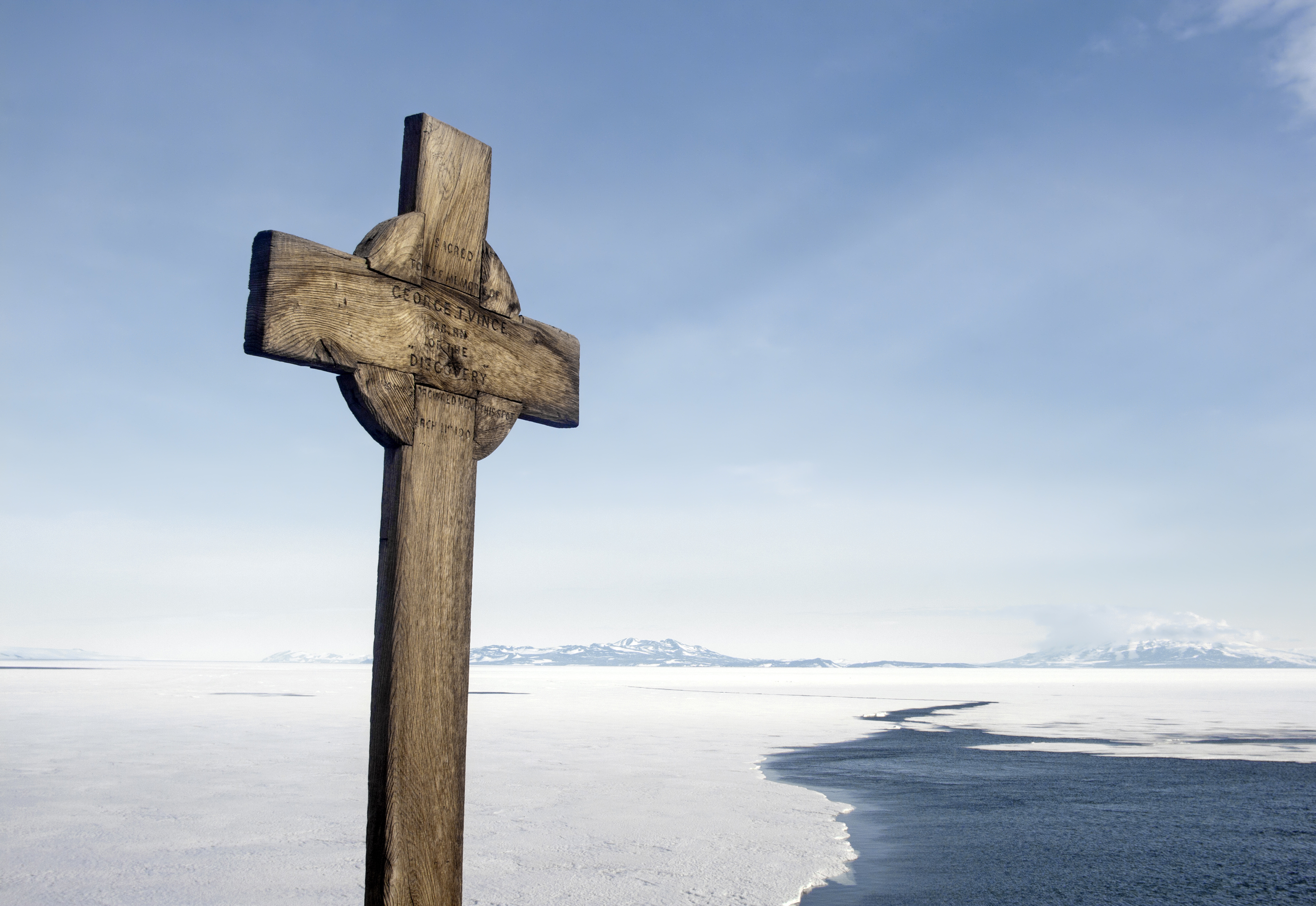
صلیب جورج وینس

اکسپدیشن ملی بریتانیا در قطب جنوب (۱۹۰۱-۱۹۰۴) به رهبری رابرت فالکون اسکات کلبه خود را در هات پوینت، نقطه کوچکی در ۱٫۵ کیلومتر (۱ مایل) ساخته شد. شمال شرقی کیپ آرمیتاژ، سردر جنوبی شبه جزیره. اعضای اکسپدیشن بریتانیایی قطب جنوب، ۱۹۱۰-۱۹۱۳ (بی‌ای‌‌اییBAE)، تحت رهبری اسکات، زمستان گذرانی در کیپ ایوانز و اغلب در طول سفرهای خود از کلبه استفاده می کردند، کل شبه جزیره را شبه جزیره هات پوینت (کلبه) نامیدند.  

### مکان ها و بناهای تاریخی
چندین مکان در هات پوینت، از جمله یادبود سلیب برای جورج وینس و کلبه فروشگاهی برای سفرهای اسکات، تحت معاهده قطب جنوب محافظت می شوند.  هر دو صلیب (HSM 19) و کلبه (HSM 18) به دنبال پیشنهادهای نیوزلند و بریتانیا به نشست مشورتی پیمان قطب جنوب، مکان‌های تاریخی یا بناهای تاریخی تعیین شده‌اند.  این نقطه به شماره ۱۵۸ به دلیل اهمیت تاریخی آن به عنوان یکی از مکان‌های اصلی فعالیت‌های اولیه انسان در قطب جنوب به‌عنوان منطقه ویژه حفاظت‌شده جنوبگان حافظت می‌شود. 

## جغرافیا
تعدادی از ویژگی های شبه جزیره هات پوینت توسط اکتشافات مختلف قطب جنوب ترسیم و نامگذاری شده است.
در ساحل غربی، در جنوب زبان یخی اربوس، صخره نزولی قرار دارد که توسط اعضای بی‌ای‌ایی (BAE) ترسیم و نامگذاری شده است، آنها از همین صخره به یخ دریا فرود آمده اند.  در جنوب آن صخره‌های هاتون قرار دارند که توسط اکتشاف دیسکاوری (DE) در سال‌های ۱۹۰۱-۱۹۰۴ به افتخار کاپیتان هاتون از موزه کانتربری، کرایست‌چرچ، نیوزلند نام‌گذاری شده‌اند.  در جنوب راجرز پوینت قرار دارد که در سال ۲۰۰۰ توسط هیئت جغرافیایی نیوزلند به نام تلما راجرز، اولین زنی که در پایگاه اسکات زمستان گذرانده، نامگذاری شد.  ۲٫۵ مایل دریایی (۴٫۶ کیلومتر؛ ۲٫۹ مایل) جنوب ناب پوینت، یک نقطه ساحلی گرد است. این نام توسط کمیته مشورتی ایالات متحده در مورد نام‌های قطب جنوب (US-ACAN) اتخاذ شد، زیرا قبلاً توسط کارگران میدانی در منطقه استفاده می‌شد.   درست در جنوب، شیب‌های دنجر، یک شیب تند یخی است که به سمت غرب به خلیج اربوس ختم می شود. این توسط پرسنل DE به این دلیل نامگذاری شد که دریابان جورج تی وینس از اکسپدیشن در اینجا در یک کولاک جان خود را از دست داد که لیز خورده و در دریا افتاد.  جنوبی ترین نقطه شبه جزیره کیپ آرمیتاژ است که توسط اکسپدیشن اسکات برای ستوان (کاپیتان بعدی) آلبرت آرمیتاژ، دوم در فرماندهی و ناوبر در دیسکاوری نامگذاری شد. 
در ساحل شرقی، نقطه پرم حدود ۱٫۵ مایل دریایی (۲٫۸ کیلومتر؛ ۱٫۷ مایل) از شمال شرقی کیپ آرمیتاژ قرار دارد. توسط پرسنل دی‌ایی (DE) کشف شد و به این دلیل نامگذاری شد که آنها یک "کالسکه" نروژی (دینگی) را برای رسیدن به لایه یخی راس در طول ماه های تابستان در آنجا نگه می داشتند.  پایگاه اسکات قطب جنوب نیوزیلند در پرم پوینت است. شمال پرم پوینت نقطه خرس قطبی پوشیده از یخ است. نامی که توسط US-ACAN داده شده، کنایه است. هنگامی که از غرب به آن نگاه می شود، ظاهر نقطه شبیه سر، گردن و قسمت جلویی خرس قطبی است.  دورتر از شمال، نقطه اکلی (Ackley Point) است که توسط US-ACAN برای بزرگداشت متخصص یخ دریا اسکات اف اکلی نامگذاری شده است.  تقریبا ۵٫۴ مایل دریایی (۱۰٫۰ کیلومتر؛ ۶٫۲ مایل) شمال آن یک خار صخره ای به نام سنگ سر سلطان‌ها (Sultans Head Rock) است که توسط پرسنل DE نامگذاری شده است.  ۳٫۲ مایل دریایی (۵٫۹ کیلومتر؛ ۳٫۷ مایل) در شمال شرقی آن، سردری به نام سر تایری (Tyree Head) وجود دارد که به نام دریاسالار دیوید تایری نیروی دریایی ایالات متحده نامگذاری شده است. سرزمین به ارتفاع بیش از ۴۰۰ متر (۱٬۳۰۰ فوت) بالا می‌رود و پوشیده از یخ است به جز سنگهایی که در قسمت پایین شرقی قرار دارند.

## زمين شناسي
شبه جزیره هات پوینت شامل مخروط اسکوریا بازالتی، دهانه ها و گنبدهایی است که در ۱/۳۴ میلیون سال  گذشته تشکیل شده اند. 
 